# Oued Essalem
Oued Essalem (en arabe : وادي السلام, anciennement Henri Huc pendant la colonisation française) est une commune de la wilaya de Relizane, située à 48 km à l'est de Relizane, à 200 km à l'est d'Oran et à 50 km à l'ouest de Tiaret.La superficie de la commune est d'environ 292.95km² Sa population 9319 hab selon le recensement de 2008 .

## Géographie
Le territoire de la commune de Oued Essalem est situé au sud-est de la wilaya de Relizane. Il s'étend sur 292.95 km² et est traversé par la rivière Manesfa, c'est la plus vaste commune de la wilaya de Relizane.

### Situation
| Mendes        | Mendes                | Rahouia           |
| Sidi Lazreg   | Oued Essalem          | Rahouia           |
| Oued El Abtal | Sidi M'Hamed Benaouda | Djillali Ben Amar |

### Climat
Située à 100 km de la mer Méditerranée, Oued Essalem possède un climat chaud et sec, à légère tendance montagnarde. Les hivers sont souvent pluvieux, parfois neigeux.

## Lieux-dits, quartiers et hameaux
En 1984, la commune de Oued Essalem est constituée à partir des lieux-dits et localités suivants 
- Ouled Benaissa
- Chaouachiaia
- Ouled Abd Elkader
- Ouled Ahmed
- Elghedada
- Esbaia
- Ouled Elhadj Ahmed
- Elmrabtine
- Allailia
- Khedaid
- Arraissia
- Ouled Kaddour
- Ouled Sidi Yahia
- Elhamoumia
- Ouled Ben Labed
- Gheraibia
- Rezazga
- Touaitia
- Khoudem
- Dfairia
- Merarka
- Guerraidjia
- Ouled Moussa
- Chaachia
- Mechalet
- Sghairia
- Ouled Sid Ahmed
- Ouled Ben Ouda ben Mohamed
- Ouled El Djillali
- El bouadellia

## Histoire
En 1864, la région connaît un événement historique important, le déclenchement de la résistance armée sous la direction de Sidi Lazreg Belhadj, qui vaincra les l'armee Français dans de nombreuses batailles.

## Démographie
| 1998 | 2008  |
| ---- | ----- |
| -    | 9 319 |

## Transport
La commune de Oued Essalem est reliée :
1. la N23. Elle sert de relais entre les grandes villes de l'ouest, Tiaret, Oran et Mostaganem via Relizane, elle est traversée aussi par une route départementale vers la ville de Oued El Abtal (wilaya de Mascara).
2. La W18 Qui se dirige vers la commune  d'Ain El Hadid,En passant par Ain Farah .

## Personnalités liées à Oued Essalem
- Lazerg Belhadj
- Lazerg Benallou